# Angélique Bernard
Pour les articles homonymes, voir Bernard (patronyme).
Angélique Bernard, née en 1972, est une femme politique canadienne. Elle est commissaire du Yukon du 12 mars 2018 au 31 mai 2023.

## Biographie
Angélique Bernard a déménagé de Montréal au Yukon en 1995, initialement pour un stage de traduction de quatre mois auprès du gouvernement territorial. Elle est devenue un membre actif de la communauté franco-yukonnaise, notamment en tant que bénévole pour des organismes à but non lucratif et animatrice d'une émission de radio communautaire de langue française à partir de 1998. Elle est présidente de l'Association franco-yukonnaise de 2010 à 2017.
Le 10 mars 2018, elle est nommée commissaire du Yukon. Elle est la plus jeune personne à avoir occupé le poste de commissaire dans l'un des trois territoires du nord du Canada et la première Franco-Yukonnaise à occuper ce poste. Elle quitte son poste le 31 mai 2023, quand elle est remplacée par Adeline Webber.